# 苗賁皇
苗賁皇（？—？），中国春秋時期晋国政治人物。芈姓，鬬氏，後按封地名為苗氏，名賁皇，楚國鬬椒之子。
楚莊王討殺鬬椒、賁皇亡命晉國，晋景公把苗地賜給他。晋国与齐国会盟，齐国大夫高固逃盟，晋国执齐使晏弱、蔡朝、南郭偃，苗贲皇劝晋景公把他们放了。鄢陵之战，苗賁皇把楚国的虚实全都告知了晋厉公、郤至，献计以少量精兵牵制住楚国的左右军，用三军集中围攻楚国中军，击败楚军。再对释放的楚军俘虏说晋国再战，楚共王只好退兵了。